# Psycho-Head Blowout
Psycho-Head Blowout es el tercer EP de la banda estadounidense de heavy metal, publicado por la discográfica independiente Silent Explosion White Zombie en 1987.

## Lista de canciones
Todas las letras escritas por Rob Zombie, toda la música compuesta por White Zombie. 
| cara A |                |          |  |
| N.º    | Título         | Duración |  |
| 1.     | «Eighty Eight» | 3:45     |  |
| 2.     | «Fast Jungle»  | 4:24     |  |
| 3.     | «Gun Crazy»    | 4:29     |  |

| Cara B |              |          |  |
| N.º    | Título       | Duración |  |
| 1.     | «Kick»       | 4:08     |  |
| 2.     | «Memphis»    | 3:37     |  |
| 3.     | «Magdalene»  | 4:12     |  |
| 4.     | «True Crime» | 4:50     |  |

## Créditos
White Zombie
- Ivan de Prume – batería
- Tom Guay – guitarra
- Rob Zombie – voz, dirección artística
- Sean Yseult – bajo eléctrico

Músicos adicionales y producción
- Mark Kramer – ingeniero
- Michael Lavine – fotografía
- White Zombie – producción